# 三國志11
『三國志11』（さんごくし・イレブン）は、2006年にコーエー（現・コーエーテクモゲームス）から発売された歴史シミュレーションゲーム。「三國志シリーズ」の第11作。音楽は池頼広が担当。パソコン用で発売された後、PlayStation 2、Wiiに移植された。また第10作目まではローマ数字での表記（三国志Xなど）だったが、11作目となる本作はアラビア数字に変更になった。

## 概要
『三國志X』では武将プレイだったが、再び君主プレイに戻った。『三國志IX』・『X』と同様にマップは1枚マップだが、本作では3Dとなった。そのため、従来より高性能のビデオカードを要求するスペックとなっている。
武将数は670人。本作では史実の女性武将が数多く追加された。また、一部の武将は顔グラフィックが2種類用意され、たとえば従来作では晩年の姿で登場した黄忠の、若き日の姿を見ることができる。さらに、ゲームの基本的な進行を学べるチュートリアルを全てクリアーすると、項羽や始皇帝、劉邦など『史記』に登場した武将や魏晋南北朝時代以降の武将が「いにしえ武将」として追加され、パワーアップキットでは決戦制覇モードをクリアーしていくと『水滸伝』の武将が追加される。
本作は内政の概念が今までと異なり、『信長の野望・革新』などで用いられた箱庭内政システムが取り入れられている。すなわち各都市に存在する空き地に農地や市場などを建設することで金や兵糧の収入を高めることとなる。更に、「革新」と同様に、新たな技巧を開発し、陣営の強化を図ることが可能。また、兵の雇用や武器の生産もそれに対応した施設を開発して初めて生産できるようになる。
時間の進行は『IX』と同様に10日ごととなっており、戦略フェイズで武将に指示を出した後、進行フェイズで指示を受けた武将が行動を実行するというシステムになっている。遠方の都市を探索したり外交に行ったりすると、距離に応じた日数を消費するため、それを見越した上で指示を出す必要がある。
戦争は自分のターンで部隊を動かし、通常の攻撃や計略、戦法を駆使して敵部隊を壊滅させていくという形式である。戦法は各兵科および部隊に編成されている武将の兵科に対する適性によって発動できるものが変わってくる。また、戦法や計略の発動には気力が必要なので、計画的に戦闘する必要がある。
また、敵の攻撃に備えてマップ上に障害物や攻撃施設を建設したり、気力や攻撃力を増加させる施設を建設することができる。また、罠を仕掛けておき、相手をうまく嵌めるという考えた戦闘ができる。
各々の武将の能力は『Ⅵ』と同様に成長制と成っており、各能力毎に成長曲線が4種類とピーク継続期間が2種類在る。「維持」「早熟」「通常」「晩成」「開眼」にピークは「長」「短」である。また武将には「特技」が設定されて（特技を持たない武将も多い）おり、当作当作では特技は1武将につき1つしか所持できない。内政に役立つ物も有れば、戦争に役立つ物も有り、猛将、名将のたぐいは強力な特技を持っているものも多い。本作では戦争時の「部隊」は、主将1人、副将2人で編成される。よって戦争時は、1ユニットが最大3つの特技を持つことができる。前述の兵科適性と合わせての武将の組み合わせが今作の肝と言える。
パワーアップキットでは、能力開発という要素が導入され、武力、統率などの基本的な能力のほか、兵科適性、特技についても、若干の金銭と数ヶ月単位の時間をかけることで開発が可能となっており、任意の武将を強化することができる。また、農場などの施設を合併させる事で各施設の能力を最大で3段階強化する事が可能になった（ただし、兵糧、武装、資金などの消耗品関係の施設のみ）。
なお、本作ではゲーム中の武将の掛け声には中国語（北京語）が取り入れられた（パワーアップキットでは日本語との切り替えも環境設定で可能）。

## シナリオ
★付きのものは架空（if）シナリオで、PKの「女の戦い」は決戦制覇モードを全てクリアしていないとプレイできない。
本体シナリオ
1. 184年 1月　黄巾の乱
2. 190年 1月　反董卓連合
3. 194年 6月　群雄割拠
4. 200年 1月　官渡の戦い
5. 207年 9月　三顧の礼
6. 211年 7月　劉備入蜀
7. 225年 7月　南蛮征伐
8. 251年 1月　英雄集結 ★

PKシナリオ
1. 198年 1月　呂布討伐戦
2. 203年 1月　袁家の戦い
3. 217年 7月　漢中争奪戦
4. 187年 4月　何進包囲網 ★
5. 191年 7月　序を制する者 ★
6. 251年 1月　女の戦い ★
7. 208年 10月　赤壁の戦い ★ PS2PK、Wii版のみ。
8. 251年 1月　英雄乱舞 ★ PS2PK、Wii版のみ。

## 決戦制覇モード
パワーアップキットで追加されたモード。三国志の有名な戦闘を模したステージを定められた勝利条件を達成しながらクリアしていく。
全部クリアするとパソコン版ではシナリオ「女の戦い」が、家庭用では水滸伝の武将が使用可能となる。

## バグとその後の対応
本作では今まででは考えられないようなゲームバランスを崩すほどのバグや低レベルなAIが指摘されており、公式掲示板でさえも不満の声が噴出した。
以下にその一例を挙げる。
- 6万の大兵力が籠もる城に5,000程度しか兵のいない部隊1部隊で攻めてくる。
- 忠誠度が100なのに君主との相性が悪いと容易に裏切る（例：孫策が劉表配下の場合など。しばしば聞かれる進軍中に裏切る行為はバグではない）。
- 豊作の都市が変わらない。
- 投石器で自勢力の都市を落とすことができ、しかも捕虜にすることさえ可能（但し、何故か一部武将が登用出来なかったりする）。
- 委任すると褒美や治安が無視されるため、委任軍団の武将が次々と裏切り、都市には賊が次々と発生する。

そのため2006年4月10日に既存のバグを修正し、バランス調整を図った修正パッチが発表された。なお、通常コーエーの出す修正パッチは、中古対策のためにゲームのシリアルナンバーを入力してユーザーズページに登録しなければダウンロードすることができないが、今作のVer1.1パッチは登録していなくても修正パッチを落とすことができる（ちなみにパッチにもかかわらず300MB近い容量がある）。Ver1.2以降のパッチは他作品同様ユーザー登録が必要となっている。
ユーザーからの不評があまりにも大きかったためか、コーエーはバグの修正パッチ配布だけでなくディスク交換も希望すれば無償で応じるという対策を採った（ただ、ディスク交換は後述の糞藝爪覧を隠すためではないかとの見方もある）。同年4月17日にはバグを修正したバージョンを再発売した。「決算に合わせるために不備を承知で3月の発売を強行したのではないか」という憶測も出た。
なお、2010年現在「KOEI The Best 三國志11 with パワーアップキット」として販売されているものや、PlayStation 2版などでは、ここで記述したような派手な不具合は見られず、普通にプレイが可能なレベルとなっている。

## 糞藝爪覧
ゲーム内に「糞藝爪覧（フンゲイソウラン）」なる武将の名前が存在している（爪覧は字）。ゲーム内の特定のファイルをInternet Explorerなどで開くとその中に糞藝爪覧なる全能力が100の武将の名前が存在する（通常ゲーム内には登場しない）。この名前は「クソゲーつまらん」と読める上、列伝が「あーつまらん」としか書かれていなかった。